# Hechaloutz combattant
Le Hechaloutz combattant est un mouvement de résistance juive de Pologne, durant la Shoah. C'est aussi le nom du journal clandestin publié par ce mouvement. Il est créé au début de la déportation.

## L'organisation
C'est, au départ, une organisation sioniste du mouvement ouvrier juif : les « pionniers ouvriers pour la Palestine », qui se transforme en organisation de combat.
Pour résister au démantèlement, l'organisation était structurée en groupes de 5, indépendants les uns des autres. Il est présent dans plusieurs ghettos de Pologne ; il joue un rôle important dans la résistance à Będzin où des casemates sont préparées, avant même les premières déportations.

## Le journal clandestin
Le Hechaloutz combattant est aussi un hebdomadaire clandestin paraissant le vendredi, en 250 exemplaires dactylographiés. Il donne des nouvelles de Palestine, informe sur « les ghettos, les actes de sabotage et de terrorisme », donne les noms des délateurs.

## Source
La source principale pour cet article est l'ouvrage de Marc Jarblum, La résistance des Juifs contre les Nazis, Éditions Réalité, Paris, 1945.